# Hansa (rose)
Pour les articles homonymes, voir Hansa.
'Hansa' (ce qui signifie la Hanse en latin) est un cultivar de rosier, hybride de Rosa rugosa. Ce rosier, originaire de Hollande aux Pays-Bas, a été obtenu en 1905 par Schaum et Van Tol.

## Description
Ses fleurs, simples ou semi-doubles bien parfumées évoquant la girofle, sont rouge-violacé tirant sur le pourpre et fleurissent de fin mai à octobre. Elles laissent place à l'automne à des fruits rouges fort décoratifs qui peuvent servir à des infusions et à la nourriture des oiseaux. Son feuillage est vert foncé et ses feuilles mesurent de 10 à 12 cm. Ce rosier résistant peut former des haies aussi larges que hautes, jusqu'à 1,20 m - 1,50 m qui résistent au vent. Il préfère l'exposition au soleil. Il est nécessaire de couper ses branches anciennes ou faibles tous les trois ou cinq ans. Il vit une quarantaine d'années. 

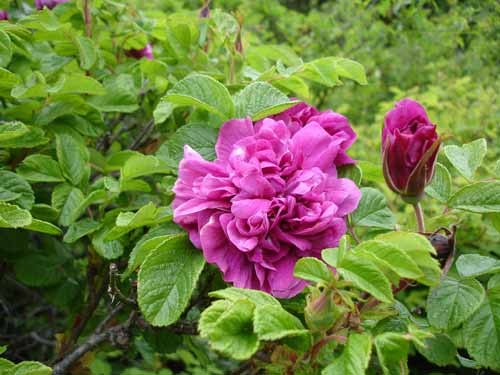
Rose 'Hansa' épanouie